# Juan Alano
Juan Matheus Alano Nascimento, oder einfach Juan Alano (* 2. September 1996 in Curitiba), ist ein brasilianischer Fußballspieler.

## Karriere
Juan Alano erlernte das Fußballspielen in der Jugendmannschaft vom Sport Club Internacional in Porto Alegre. Hier unterschrieb er 2017 auch seinen ersten Profivertrag. Von Februar 2019 bis November 2019 wurde er an den Coritiba FC nach Curitiba ausgeliehen. Für Coritiba absolvierte er 27 Spiele. Nachdem der Vertrag beim Sport Club Ende 2019 ausgelaufen war, wechselte er Anfang 2020 nach Asien. Hier unterschrieb er in Japan einen Vertrag bei den Kashima Antlers. Der Club aus Kashima spielt in der höchsten Liga des Landes, der J1 League. Im Sommer 2022 schloss er sich dann dem Ligarivalen Gamba Osaka an. Am 24. November 2024 stand er mit Gamba im Endspiel des Kaiserpokals. Hier verlor man 1:0 gegen Vissel Kōbe.
Gamba Osaka
- Japanischer Pokalfinalist: 2024